# لا فايت (إلينوي)
لا فايت (بالإنجليزية: La Fayette)‏ هي قرية تقع في الولايات المتحدة في إلينوي. يقدر عدد سكانها بـ 227 نسمة .

## الموقع الجغرافي
الموقع الجغرافي للمناطق المحيطة بهذه النقطة هو كالتالي: